# Lionel Richie (альбом)
| Оценки критиков  | Оценки критиков |
| Источник         | Оценка          |
| ---------------- | --------------- |
| AllMusic         | [ 1 ]           |
| Robert Christgau | C+              |
| Rolling Stone    | [ 3 ]           |

Lionel Richie — дебютный студийный альбом американского соул-певца Лайонела Ричи, вышедший 6 октября 1982 года на лейбле Motown. Продюсером был Джеймс Энтони Кармайкл. Диск Ричи возглавил соул-чарт Top R&B/Hip-Hop Albums.

## Об альбоме
Альбом получил положительные отзывы музыкальных критиков и интернет-изданий.
Песня «Truly», вышедшая в качестве первого сингла с альбома дебютировала в американском хит-параде Billboard Hot 100 в дату с 9 октября и достигла первого места в неделю 27 ноября — 4 декабря 1982 года. Она также четыре недели была на первом месте в чарте Adult contemporary и девять недель провела на втором месте в чарте R&B chart, позади лидера Marvin Gaye's «Sexual Healing». Кроме того, «Truly» вошла в десятку лучших в Великобритании, где достигла 6-го места. Песня получила награду Grammy Award в категории За лучшее мужское вокальное поп-исполнение (Best Male Pop Vocal Performance).

## Список композиций
| №  | Название                           | Автор(ы)                                    | Длительность |
| -- | ---------------------------------- | ------------------------------------------- | ------------ |
| 1. | «Serves You Right»                 | John McClain Greg Phillinganes Лайонел Ричи | 5:14         |
| 2. | «Wandering Stranger»               | Ричи                                        | 5:38         |
| 3. | «Tell Me»                          | Ричи Дэвид Фостер                           | 5:32         |
| 4. | «My Love»                          | Ричи                                        | 4:08         |
| 5. | «Round and Round»                  | David Cochrane Ричи                         | 4:57         |
| 6. | «Truly»                            | Ричи                                        | 3:26         |
| 7. | «You Are»                          | Brenda Harvey-Richie Ричи                   | 5:05         |
| 8. | «You Mean More to Me»              | Ричи                                        | 3:08         |
| 9. | «Just Put Some Love in Your Heart» | Ричи                                        | 1:27         |

| №   | Название                   | Автор(ы)           | Длительность |
| --- | -------------------------- | ------------------ | ------------ |
| 10. | «Endless Love» (solo demo) | Ричи               | 3:58         |
| 11. | «You Are» (instrumental)   | Harvey-Richie Ричи | 5:06         |

## Позиции в чартах
| Чарт (1982—83)                          | Высшая позиция |
| --------------------------------------- | -------------- |
| Нидерланды (Album Top 100)              | 21             |
| Новая Зеландия (RMNZ)                   | 3              |
| Швеция (Sverigetopplistan)              | 41             |
| Великобритания (UK Albums Chart)        | 9              |
| США (Billboard 200)                     | 3              |
| США, Top R&B/Hip-Hop Albums (Billboard) | 1              |

## Сертификации
| Регион | Сертификация  | Продажи    |
| --- | ------------- | ---------- |
| Канада (Music Canada) | 4× Платиновый | 400 000^   |
| Гонконг (IFPI Hong Kong)                                                                                                 | Золотой       | 10 000*    |
| Великобритания (BPI) | Платиновый    | 300 000^   |
| США (RIAA) | 4× Платиновый | 4 000 000^ |
| * Данные о продажах приведены только на основе сертификации. ^ Данные о тиражах приведены только на основе сертификации. |               |            |